# Epione amura
Epione amura là một loài bướm đêm trong họ Geometridae.